# اسپاگتی با مد روز
اسپاگتی با مد روز (انگلیسی: Spaghetti a la Mode) یک فیلم کمدی صامت کوتاه به تهیه‌کنندگی آرتور هاتلینگ و زیگموند لوبین است که در سال ۱۹۱۵ منتشر شد. از بازیگران این فیلم می‌توان به اولیور هاردی و هری لورین اشاره کرد.